# Kwadwo Asamoah
Kwadwo Asamoah (Acra, 9 de dezembro de 1988) é um ex-futebolista ganês que atuava como meia e lateral-esquerdo.

## Seleção Nacional
Pela Seleção Ganesa, o atleta participou da Copa do Mundo 2010, chegando até as quartas de final da competição.

## Títulos
Juventus
- Supercopa da Itália: 2012, 2013, 2015
- Serie A: 2012–13, 2013–14, 2014–15, 2015–16, 2016–17, 2017–18
- Coppa Italia: 2014–15, 2015–16, 2016–17, 2017–18

Gana
- Campeonato Africano das Nações: 2010

### Prêmios individuais
- 87º melhor jogador do ano de 2012 (The Guardian)[2]